# Intercosmos 19
Intercosmos 19 fue el nombre de un satélite artificial soviético construido con el bus AUOS y lanzado bajo el programa Intercosmos de cooperación internacional el 27 de febrero de 1979 desde el cosmódromo de Plesetsk mediante un cohete Kosmos 3. El satélite contó con la colaboración de Checoslovaquia, Hungría, Bulgaria y Polonia. Dejó de funcionar en abril de 1982 y reentró en la atmósfera el 23 de septiembre de 2002.

## Objetivos
La misión de Intercosmos 19 consistía en el estudio de la magnetosfera y la ionosfera terrestres, en concreto:
- el estudio de la distribución de densidad de electrones a partir de la región F de máxima ionización hasta la altura del satélite y su correlación espaciotemporal con la actividad solar, los flujos de diversas partículas y otros fenómenos geofísicos.
- el cartografiado global de los parámetros básicos de la ionosfera y la construcción de un modelo vertical de la misma.
- el estudio de procesos ondulatorios en el plasma magnetosférico en el rango de frecuencias entre 100 Hz y 5 MHz.
- el estudio de las variaciones espaciotemporales de las emisiones en las bandas entre 6300 y 6346 angstroms y entre 3914 y 5577 angstroms.
- el estudio de los cambios en el espacio y el tiempo de las partículas cargadas con energías entre 10 eV y 50 MeV y sus efectos en la ionosfera.
- el estudio de las variaciones espaciotemporales de las densidades y temperaturas de electrones e iones.

## Características
Intercosmos 19 fue lanzado durante el proyecto Estudio Internacional de la Magnetosfera (International Magnetosphere Study, IMS) a una órbita elíptica de gran inclinación y con un bajo apogeo. La órbita fue diseñada de tal modo que cada paso sobre el ecuador tenía lugar a una longitud 25 grados mayor que el punto anterior de paso sobre el ecuador y una diferencia de 15 minutos por día en el momento en que pasaba por un punto determinado.
El satélite portaba los siguientes instrumentos:
- un sondeador vertical IS-338 (Unión Soviética)
- una sonda de Langmuir (Bulgaria y Unión Soviética)
- una sonda de temperatura local (Checoslovaquia y Unión Soviética)
- un fotómetro (Bulgaria)
- un espectrómetro de partículas de baja energía (Unión Soviética)
- un espectrómetro diferencial de alta energía (Unión Soviética)
- un analizador de ondas VLF (Checoslovaquia y Unión Soviética)
- un receptor de alta frecuencia y banda ancha con un transmisor de telemetría de banda ancha (Unión Soviética)
- una baliza de transmisión coherente en tres frecuencias (Checoslovaquia)

El programa incluía la toma de datos simultánea desde estaciones en tierra y estaciones solares e ionosféricas de la Unión Soviética y otros países del bloque del este.